# Transitions quantiques de Hall
L'une des transitions quantiques de Hall est la transition de Hagedorn considérée comme une transition topologique. En fait il existe une transition de type Hagedorn signalant une transition de phase en changement de topologie. Voir le lien entre la théorie des cordes et la Théorie de Yang-Mills.
- Effet de la transition quantique de Hall sur la résonance du boson[2]
  - Transition de phase quantique topologique à une phase de Hall quantique fractionnaire bosonique par Résonance de Feshbach par onde P.
  - Hall quantique fractionnaire bosonique (BFQH)
  - Hall quantique entier fermionique (FIQH)
  - La transition de phase de la phase FIQH à la nouvelle phase est du second ordre et celle de la nouvelle phase à la phase BFQH est du premier ordre[3].

Voir l'effet Hall quantique fractionnaire (FQHE)[Quoi ?]
Comme dans l'effet Hall quantique entier, la résistance de Hall subit certaines transitions de Hall quantiques pour former une série de plateaux. Chaque valeur particulière du champ magnétique correspond à un facteur de remplissage (le rapport entre électrons et quanta de flux magnétique).
À la suite d'une transition de Hall quantique, un trou noir devient instable et subit un type de transition en deux phases à des points divergents de la chaleur du trou noir. Pour l'assemblage à charge fixe, les trous noirs 0A sont sans transition de phase, et sont thermodynamiquement stables quel que soit le rapport masse / charge. Les particules sortantes du trou noir émettent un rayonnement de Hawking considéré comme l'effet tunnel des trous noirs chargés dans la théorie des cordes 0A.[réf. nécessaire]